# Ignacio Sáez
Ignacio Javier Sáez Goenaga (Santiago, Chile; 4 de septiembre de 2005) es un futbolista chileno, se desempeña como portero en Universidad de Chile de la Primera División de Chile. 

## Trayectoria
Producto de las inferiores de Universidad de Chile, en abril de 2022 tuvo su primera convocatoria al primer equipo, luego de la lesión de Cristóbal Campos y la convocatoria a la selección sub-20 de Chile del tercer arquero Pedro Garrido, siendo suplente de Hernán Galíndez en la derrota ante Coquimbo Unido.Al año siguiente, nuevamente fue suplente, esta vez en una derrota ante Everton.
En febrero de 2024 firmó su primer contrato como jugador profesional. En abril del mismo año, tras la lesión de Jaime Vargas, fue cedido a préstamo a Deportes Recoleta de la Primera B chilena. En el conjunto recoletano tuvo su debut profesional, el 28 de abril en la derrota de su equipo ante Magallanes. El 12 de marzo de 2025, es anunciada una nueva cesión, esta vez a Deportes Concepción de la Primera B.

## Selección nacional

### Selecciones menores

#### Selección sub-20
Es frecuentemente nominado a la selección sub-20 chilena por el entrenador Nicolás Córdova, formando parte de varios microciclos.

#### Selección sub-23
En diciembre de 2023 fue incluido en la prenomina de 35 jugadores convocados por Nicolás Córdova, con vistas al Preolímpico Sudamericano Sub-23 de 2024.En enero del año siguiente, estuvo en la convocatoria final para la competición; sin embargo, no vio minutos en la participación chilena que terminó en la primera fase.

#### Participaciones en Sudamericanos
| Torneo                                  | Sede      | Resultado    | Partidos | Goles |
| --------------------------------------- | --------- | ------------ | -------- | ----- |
| Preolímpico Sudamericano Sub-23 de 2024 | Venezuela | Primera Fase | 0        | 0     |

### Clubes
| Club                        | Div.                | Temporada           | Liga  | Liga  | Copas nacionales | Copas nacionales | Torneos internacionales | Torneos internacionales | Total | Total |
| Club                        | Div.                | Temporada           | Part. | Goles | Part.            | Goles            | Part.                   | Goles                   | Part. | Goles |
| --------------------------- | ------------------- | ------------------- | ----- | ----- | ---------------- | ---------------- | ----------------------- | ----------------------- | ----- | ----- |
| Deportes Recoleta · Chile   | 2.ª                 | 2024                | 20    | 0     | 0                | 0                | —                       | —                       | 20    | 0     |
| Deportes Recoleta · Chile   | Total club          | Total club          | 20    | 0     | 0                | 0                | 0                       | 0                       | 20    | 0     |
| Deportes Concepción · Chile | 2.ª                 | 2025                | 0     | 0     | 0                | 0                | —                       | —                       | 0     | 0     |
| Deportes Concepción · Chile | Total club          | Total club          | 0     | 0     | 0                | 0                | 0                       | 0                       | 0     | 0     |
| Total en su carrera         | Total en su carrera | Total en su carrera | 20    | 0     | 0                | 0                | 0                       | 0                       | 20    | 0     |
| 1. 2. 3.                    |                     |                     |       |       |                  |                  |                         |                         |       |       |